# Заозёрный (Копейский городской округ)
Заозёрный — посёлок в Копейском городском округе Челябинской области России.

## География
Посёлок находится на берегу озера Половинное, в непосредственной близости от городов Копейск, административного центра округа, и Челябинск, административного центра области.

### Часовой пояс
Посёлок Заозёрный, как и вся Челябинская область, находится в часовой зоне МСК+2. Смещение применяемого времени относительно UTC составляет +5:00.

## Население
| 2002 | 2010 |
| ---- | ---- |
| 363  | →363 |

### Половой состав
По данным Всероссийской переписи, в 2010 году численность населения посёлка составляла 363 человека (180 мужчин и 183 женщины).

## Улицы
| - ул. Лесная, - ул. Низовая, - ул. Проектная, - ул. Советская, | - пер. Лесной, - пер. Низовой, - пер. Советский. |